# Ливерпульский университет
Ливерпу́льский университе́т — государственный исследовательский университет, расположенный в городе Ливерпуль в Англии.

## История
Университет основан в 1881 году как Университетский колледж Ливерпуля. В 1884 году стал отделением федерального Университета Виктории. Затем, в 1903 году, стал независимым университетом с правом присвоения собственной ученой степени и получил название Ливерпульского университета. Один из «университетов из красного кирпича», основанных изначально как промышленные колледжи и получивших университетский статус до Первой мировой войны. В настоящее время входит в Группу Рассел лучших 20 университетов Великобритании.
Среди его выпускников и бывших преподавателей десять лауреатов Нобелевской премии: врач сэр Рональд Росс, физик профессор Чарльз Баркла, физик Мартин Льюис Перл, физиолог сэр Чарльз Шеррингтон, физик сэр Джеймс Чедвик, химик сэр Роберт Робинсон, химик Хар Гобинд Корана, экономист Рональд Коуз, физиолог Родни Портер и физик Джозеф Ротблат.